# Ja'ir
Ja'ir (hebrejsky יָאִיר) je mužské rodné jméno hebrejského původu, které znamená „zazáří, osvítí“. Používalo se ve starověku a i v současném Izraeli je populární. V anglickém přepisu Yair.

## Nositelé jména
- Ja'ir – otec Mordechaje v knize Ester
- Ja'ir – přezdívka Avrahama Sterna, vůdce Lechi
- El'azar ben Ja'ir – velitel Masady za povstání proti Římanům
- Pinchas ben Ja'ir – rabín doby Talmudu
- Ja'ir Bacharach (1639—1702) – německý rabín
- Ja'ir Šprincak (1911–1999) – izraelský vědec a člen Knesetu
- Ja'ir Rozenblum (1944-1996) – izraelský skladatel
- Ja'ir Jirmejahu Jerochim - český rabín